# 巴丹日
巴丹日（他加禄语：Araw ng Kagitingan，意为「勇士之日」 ， 英文：Bataan Day），在每年的4月9日，菲律宾节日，当天放假。为纪念二战时巴丹死亡行军中死去的美菲军民而设，因为4月9日是巴丹死亡行军开始的日子。
1961年，菲律宾国会通过《3022号法案》设立巴丹日节。後来在1987年更名爲「巴丹半島及科雷吉多尔岛日」（英文：Bataan and Corregidor Day）。此後，国会多次调整其假期。